# Uday Taleb
Uday Taleb (6 novembre 1981) è un ex calciatore iracheno, di ruolo portiere.